# 보들보들 치즈라면
보들보들 치즈라면은 오뚜기에서 출시한 라면이다. 2PM의 멤버 닉쿤이 TV광고에 출연하였다. 이 라면은 치즈가 함유되어 있는 것이 특징이다.
치즈 매니아, 치즈 초보자로 치즈 분말의 양을 조절할 수 있도록 만든 것이 특징이다. 현재 국내에서는 단종되었고, 해외국가에서만 판매 중이다. 해외에서는 매운맛도 출시되었다. 말레이시아, 중국, 일본 등등에서 팔고있다고 한다.